# Earias pupillana
Earias pupillana är en fjärilsart som beskrevs av Otto Staudinger 1887. Earias pupillana ingår i släktet Earias och familjen trågspinnare. Inga underarter finns listade i Catalogue of Life.